# Ferrari F2012
A Ferrari F2012 a Scuderia Ferrari által épített Formula–1-es versenyautó, melyet a 2012-es bajnokságban használt a csapat. Pilótái a harmadik közös idényüket kezdő Fernando Alonso és Felipe Massa voltak.

## Tervezés

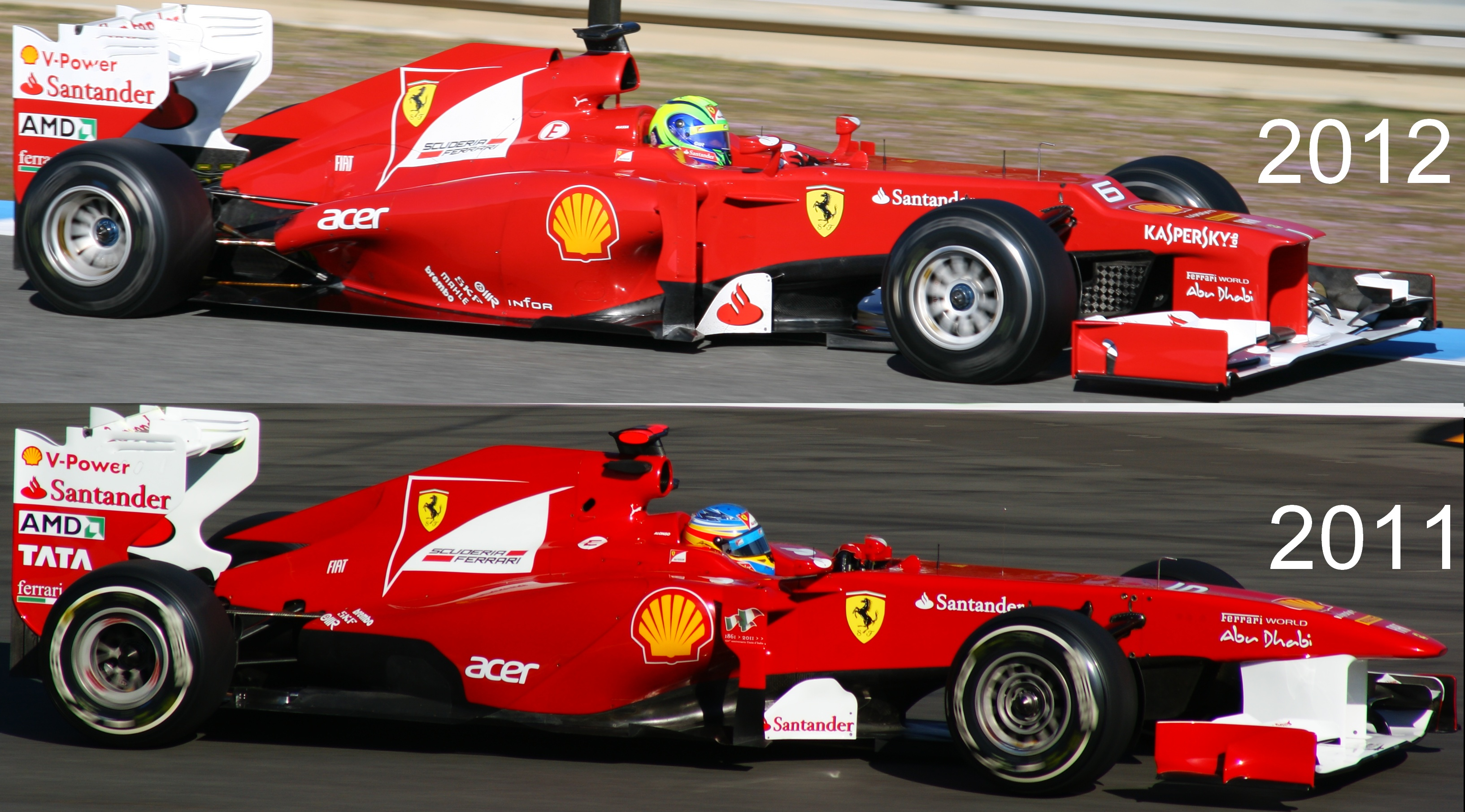

Az FIA szabálymódosításai miatt az autók orrát lejjebb kellett helyezni, biztonságtechnikai okokból, a 2012-es idénytől kezdődően. A többi megkötés miatt azonban aerodinamikailag a magasabb fekvésű autó volt a célszerűbb konstrukció, ennek köszönhetően ebben az évben a legkülönfélébb kiképzésű orrú versenyautók készültek. Nincs ez másként az F2012 esetében sem, melynek úgynevezett "kacsacsőr-orra" lett: az orr egy jól látható lépcsővel süllyed pár centit a vége előtt. Ez a megoldás kevéssé esztétikusra sikeredett. Technikai szempontból a legérdekesebb újítás a vonórudas felfüggesztés az általánosan használt tolórudas helyett. Ilyen felfüggesztést 2001 óta nem használt egyik csapat sem a bajnokságban. 2010 után visszatértek az L alakú légbeömlő oldaldobozok is. Egy másik újításukat, a reaktív felfüggesztést azonban betiltotta az FIA: ez a szerkezet arra szolgált volna, hogy fékezésnél dinamikusan változtassa az autó hasmagasságát, amely nem megengedetté lett nyilvánítva.

## A szezonról
A szezon előtti teszteken néhány probléma merült fel az új versenyautóval: alul- illetve túlkormányozottságra panaszkodtak a pilóták. A Ferrari tagadta, hogy ez komoly probléma lenne, azonban az idénynyitó Ausztrál Nagydíj időmérő edzésén ezen hibából kifolyólag is mindkét pilóta kicsúszott a gyors körén a kavicságyba, így Alonso 12., Massa pedig csak a 16. helyre kvalifikálta magát. A versenyen Alonso ötödik lett, Massa viszont egy ütközés miatt kiesett.
A Maláj Nagydíjra részben a baleset miatt, részben azért, mert észszerű magyarázat nélküli tempókülönbség volt az előző versenyen a két autó között, Massa kocsiját teljesen újjáépítették. A versenyt rossz időjárási körülmények között rendezték meg, Alonso remekül rajtolt és vezette is a versenyt, de a Sauberes Sergio Pérezzel vérre menő küzdelmet folytattak az élen. Végül a jobb kerékcsere-stratégiának is köszönhetően Alonso megnyerte a futamot. Kínában már gyengébb teljesítményt mutatott a csapat, pontot is épphogy sikerült szerezniük Alonsónak hála, és aztán Bahreinben sem voltak sokkal jobbak. Az ezt követő szezonköz teszten végül sikerült többé-kevésbé úrrá lenniük a megbízhatósági problémákon.
Spanyolországban már látszott a javulás: Alonso egy jó versenyen második lett a williamses Pastor Maldonado mögött, Massa azonban főként balszerencse miatt nem tudott pontot szerezni. Monacóban mindketten jól mentek, Alonso harmadik helyével pedig átvette a vezetést a világbajnokságban (ezt azért tehette meg, mert az első hat versenyt hat különböző pilóta nyerte, így a pontok jobban eloszlottak). Kanadába egy átdolgozott, a McLaren elképzeléséhez hasonló kipufogórendszerrel mentek, amely jelentősen feljavította a teljesítményüket. Végül mégis pocsékul szerepeltek: Massa megpördült a rajt után és ez tönkretette a versenyét, Alonso pedig a gumikopás miatt vesztett több pozíciót a futam végén. A valenciai Európai Nagydíjat Alonso megnyerte, úgy, hogy a 11. rajthelyről indult, köszönhetően annak, hogy közvetlen riválisai, Sebastian Vettel és Romain Grosjean technikai hiba miatt kiestek előle. Massa a Kobajasival való ütközése miatt csak a 16. helyen végzett. Alonso ismét átvette a vezetést a bajnokságban, majd a Brit és a Német Nagydíjon egymás után két pole pozíciót szerzett, hosszú idő után először. Ekkor már nagyobb előnnyel vezette a világbajnokságot, a Német Nagydíjat meg is nyerte.
Sajnos ezután balszerencsék sorozata kísérte a csapatot: a Belga Nagydíjat rajtbaleset miatt nem tudta befejezni Alonso, a Japán Nagydíjon pedig ugyanez ismét megtörtént vele. Innentől kezdve hiába tudott az összes versenyen dobogóra állni, Sebastian Vettel a sorozatos győzelmeivel beérte és meg is előzte őt. Az utolsó, Brazil Nagydíjon Vettel csak hatodik lett, így Alonsónak meg kellett volna nyernie a futamot ahhoz, hogy világbajnok lehessen. Mivel nem tudta megelőzni Jenson Buttont, így csak második lett, és ezzel három ponttal Vettel mögött maradt az év végén a második helyen.
Massa idénye a szezon második felén kezdett kicsit jobb lenni, Japánban és Brazíliában dobogóra állhatott, de összességében sokkal rosszabb teljesítményt nyújtott, mint Alonso.

## Eredmények
| Év   | Csapat           | Motor            | Gumik | Pilóták         | 1   | 2   | 3   | 4   | 5   | 6   | 7   | 8   | 9   | 10  | 11  | 12  | 13  | 14  | 15  | 16  | 17  | 18  | 19  | 20  | Pontok | Helyezés |
| ---- | ---------------- | ---------------- | ----- | --------------- | --- | --- | --- | --- | --- | --- | --- | --- | --- | --- | --- | --- | --- | --- | --- | --- | --- | --- | --- | --- | ------ | -------- |
| 2012 | Scuderia Ferrari | Ferrari Type 056 | P     |                 | AUS | MAL | CHN | BHR | ESP | MON | CAN | EUR | GBR | GER | HUN | BEL | ITA | SIN | JPN | KOR | IND | ABU | USA | BRA | 400    | 2.       |
| 2012 | Scuderia Ferrari | Ferrari Type 056 | P     | Fernando Alonso | 5   | 1   | 9   | 7   | 2   | 3   | 5   | 1   | 2   | 1   | 5   | KI  | 3   | 3   | KI  | 3   | 2   | 2   | 3   | 2   | 400    | 2.       |
| 2012 | Scuderia Ferrari | Ferrari Type 056 | P     | Felipe Massa    | KI  | 15  | 13  | 9   | 15  | 6   | 10  | 16  | 4   | 12  | 9   | 5   | 4   | 8   | 2   | 4   | 6   | 7   | 4   | 3   | 400    | 2.       |

## Fordítás
- Ez a szócikk részben vagy egészben  a   Ferrari F2012 című német Wikipédia-szócikk fordításán alapul.  Az eredeti cikk szerkesztőit annak laptörténete sorolja fel. Ez a jelzés csupán a megfogalmazás eredetét és a szerzői jogokat jelzi, nem szolgál a cikkben szereplő információk forrásmegjelöléseként.